# Alexandre Fasel
Alexandre Fasel (* 1961) ist ein Schweizer Diplomat. Seit Juni 2023 ist er Staatssekretär des Eidgenössischen Departements für auswärtige Angelegenheiten (EDA) und damit der oberste Diplomat des Landes.

## Leben
Fasel wurde 1961 geboren. Nach einem Studium der Rechtswissenschaften in Freiburg und Oxford trat er 1992 in das EDA ein. Anschliessend folgten Aufenthalte in Bern, Ottawa und Canberra, wo er die auswärtigen Interessen der Schweiz vertrat. Von 2006 bis 2011 war er in Genf als Chef der ständigen Mission der Schweiz beim Büro der Vereinten Nationen stationiert. 2016 wurde er zum stellvertretenden Staatssekretär des EDA ernannt. Ein Jahr später verliess er diesen Posten und wechselte als Botschafter nach London (während des Brexits), bevor er im Juni 2021 als Sonderbeauftragter für Wissenschaftsdiplomatie nach Genf zurückkehrte.
Im Juni 2023 wurde er zum Staatssekretär des EDA ernannt und ist damit Chefdiplomat der Schweiz. Zu seinen Funktionen als Staatssekretär gehört neben der Leitung des Sekretariats die Beratung des Bundesrates. Eine der zentralen Aufgaben Fasels ist die Regelung der angespannten Beziehung zwischen der EU und der Schweiz.
2024 verlieh ihm die Rechtswissenschaftliche Fakultät der Universität Freiburg (Schweiz) den Ehrendoktortitel.